# Pachylophus minimus
Pachylophus minimus är en tvåvingeart som beskrevs av Becker 1914. Pachylophus minimus ingår i släktet Pachylophus och familjen fritflugor. Inga underarter finns listade i Catalogue of Life.